# In My Arms
Az In My Arms című dal az ausztrál Kylie Minogue dala, mely 10. X stúdióalbumán található. A dalt Minogue, Paul Harris, Julian Peake és producerei, Calvin Harris és Richard "Biff" Stannard írta. A dal világszerte a második kislemezként jelent meg az albumról 2008. február 15-én, míg az Egyesült Királyságban, Ausztráliában, és Új-Zélandon a harmadik kislemez volt az albumról. A dalt Minogue mutatta be, miközben felvételt készített egy Brightoni stúdióban.
Az "In My Arms" egy szintipop ihletésű dal, amely retro és tánczene elemeket tartalmaz. A zenekritikusok általában kedvező kritikákkal illették a dalt, néhányan dicsérték a dalszöveget, és az album egyik legjobb dalának tartották. Néhány kritikus azonban kritikus volt a dal elkészítésével kapcsolatban. Kereskedelmi szempontból az "In My Arms" általánosságban sikeres dal volt, és az első tízben volt benne olyan országokban, mint Románia, Belgium, Franciaország, Svájc, Németország, és az Egyesült Királyság. A dal azonban szülőhazájában, Ausztráliában mérsékelt siker volt, így a 35. helyen érte el a csúcsot a kislemezlistán, és ez ez lett a legalacsonyabb listán szereplő dala a Cowboy Style óta.
Az "In My Arms" klipjét Melina Matsoukas rendezte, és a kaliforniai Los Angelesben forgatták a Wow című dal klipjével együtt. Minogue öt koncertkörútján adta elő a dalt, legutóbb a 2015-ös Kylie Summer turné alatt.

## Előzmények és megjelenés
2005. május 17-én Minogue-nál mellrákot diagnosztizáltalk, ami azt eredményezte, hogy félbe kellett hagynia a Showgirl: The Greatest Hits Tour turnét, valamint a Glastonbury Fesztivál fellépését is lemondta emiatt.
Minogue a rákkezelés vége felé, 2006 közepén kezdett dalszövegeket írni, mivel az előző évben nem dolgozott semmilyen zenén. A rákos megbetegedését követően a gyógyulási idő alatt az "X" volt az első album, amelynek Minogue tudatosan készült a felvételére, mivel korábban karrierje nagy részében albumok felvételével, kiadásával, és reklámozásával foglalkozott.
Az "In My Arms" az album második kislemezeként került kiadásra világszerte, míg az Egyesült Királyságban, Ausztráliában, és Új-Zélandon a harmadik kimásolt kislemez volt az albumról. Ezekben az országokban a "Wow" volt az utolsó - második - kislemez amit megjelentettek. Mivel azonban az "In My Arms" nem jelent meg Észak-Amerikában, a "Wow"-t az egyetlen klubkislemezként jelentették meg az országban, mivel az "All I See" című dalt akarták az első mainstream kislemezként Észak-Amerikában. A dal azonban nem került fel a listákra. Az "In My Arms" egy nappal a "Wow" kislemez előtt jelent meg. Zeneileg az "In My Arms" egy szinti-pop és dance-pop ihletésű dal. Ez Minogue első kilsmeze, amelyet 7 inches bakelit kislemezen adtak ki az 1997-es Some Kind of Bliss óta.
Minogue bizonyos területeken külföldi előadókkal is dolgozott együtt. Az EMI Music Taiwan 2007. október 15-én bejelentette, hogy Minogue felvette a dal duettjén Jolin Tsai tajvani énekesnővel, amely felkerült az "X" stúdióalbum ázsiai kiadására, és 2007 novemberében jelent meg. Az EMI Music felkérte Aleks Syntek mexikói énekes-dalszerzőt, hogy vegyen fel néhány spanyol éneket a dalhoz 2008 elején. A dalt először a Syntek hivatalos YouTube csatornáján tették közzé 2008. április 24-én, majd később az EMI és a mexikói sajtó is megerősítette, hogy a dal valóban elkészült, és április utolsó hetében kapják meg a mexikói rádióállomások. Később megerősítették, hogy a dal felkerül a Syntek Best of 1989-2009 című válogatásalbumára, amelyet 2008 júniusában adtak ki Mexikóban. A tervek szerint májusban megjelent volna az "X" különleges mexikói kiadása is, de aztán ezt 2008. augusztus 26-ra halasztották.

## Videoklip
Az "In My Arms" klipjét Melina Matsoukas rendezte, és a kaliforniai Los Angelesben forgatták a Wow videójával együtt. A klip öt részre oszlik: Az elsőben Minogue bíborvörös és fehérkockás ruhában látható, egy Gareth Pugh által tervezett futurisztikus napszemüvegben, a második részben Minogue egy mikrofonba énekel egy kék teremben. A harmadik jelentben egy tánccsapattal látható, a negyedikben pedig Minogue sárga ruhát visel, és egy rózsaszín dobozban táncol. Az utolsó jelentben egy rajongója előtt táncol aki Dolce & Gabbana ruhát visel. A videó zárásaként az öt jelenet megszakad, és fokozatosan elhalványul. A videót 2008. január 29-én mutatták be az interneten. Európa szerte 2008. január 31-én a televíziók. A klipet a YouTube csatornán több mint 20 millióan tekintették meg.

## Összetétel

### Kritikák
Az "In My Arms"  pozitív kritikákat kapott a zenekritikusoktól. Tom Ewing a Pitchfork Media munkatársa a francia Justice elektronikus zenei duóval hasonlította össze a dalt, és azt írta, hogy Minogue "nagy kedvvel ugrál a dallam körül". A Prefix magazin kritikusa, Bruce Scott "elmosottnak" és "nehéz szinti-dalnak" nevezte, és azt írta, hogy "tele volt azzal a fajta áradozó bájjal, amely egy olyan számot, mint a "Love at First Sight" múltbéli slágerré tette ezáltal. Evan Sawdey (PopMatters) szerint a dal "egy olyan szám, amely feltétlenül megköveteli a figyelmet".
Mark Sutherland a Billboard munkatársa pozitívan értékelte a dalt, és azt mondta, hogy "az elmúlt idők dallamai". Peter Robinson a The Observertől azt mondta a dalról, hogy a "csúcspontok a következő legnagyobb slágerkollekció négy nagyszerű számának tekinthetők, nem pedig az album kohéziójának tükröződéseként". Jax Spike az about weboldaltól úgy vélte, hogy ez a dal egy fenséges dal, amely egyenletesen folyik végig, és határozottan nagyszerű dal, amely mellett el lehet mulatni az időt a kedvenc korcsolyapályán.
Volt néhány negatív kritika is. Az AllMusic kritikájában Christopher True-t nem nyűgözte le a dal, és egy "hideg, kiszámított dalnak" nevezte. Joan Anderman a The Boston Globe munkatársa szerint a dal egy "jeges dance-pop himnusz". Dave Hughes a Slant magazintól ezt írta: "A filmszerű majdnem punk Calvin Harris produkció az, mint az In My Arms, ami lényegében olyan mint egy narancssárga madártoll, ha dal lenne.

## Kereskedelmi sikerek
Belgiumban a dal 2008. február 3-án debütált a 33. helyen a flamand kislemezlistán. A következő héten a 14. helyezést érte el. A dal a Belga Walloon kislemezlistán is sikeres volt, ahol a 11. helyezést sikerült elérnie. Az "In My Arms" Görögországban, és Németországban a 8. volt, ahol az első Top 10-es slágere lett a Slow óta, valamint Franciaországban a 10. helyezett lett a fizikai diagramon, és 2. a letöltések listáján. Ezt a helyezést legutóbb a 2001-es "Can't Get You Out of My Head" című dallal sikerült elérnie az országban. Romániában első helyezést ért el a dal, valamint a cseh köztársaságban, és Törökországban, ahol a 2. helyezést érte el. A szlovák és svájci kislemezlistákon a 10. helyezett volt a dal, de sikeres volt Ausztriában, Írországban, Hollandiában és Svédországban is.
A dal a 69. helyen debütált a brit kislemezlistán, majd három hét múlva a 10. helyezést érte el. Ausztráliában a dal az 1998-as Cowboy Style óta a legalacsonyabb helyezést érte el, mely a 35. volt a listán, és csak két hetet töltött ott. Az Egyesült Államokban mérsékelt siker volt, bár a dalt hivatalosan nem adták ki, azonban az amerikai rádiók Airplay listáján szerepelt, és a rádiók is játszották a dalt.

## Élő előadások
Az "In My Arms" a megjelenése óta számos turnén szerepelt. A 2008-as Anti Tour, valamint a KylieX2008 turnén is elhangzott, miközben a 10. X reklámozta. A dalt a Black Versus White szekció utolsó szegmensében adták elő. Ez volt a negyedik fellépés, melynek nyitó dala volt az "In My Arms", majd ezt követte a Love at First Sight című dal. Minogue a dalt ezek után legközelebb a 2009-es Észak-Amerikai turnéján adta elő, az szettek utolsó dalaként. A dalt legutóbb 2011-ben az Aphrodite: Les Folies Tour turnén adta elő, annak is a rock orientált változatát. A dalt a Confide in Me remixelt változata és a "Can't Get You Out of My Head" rock változata után mutatták be. Minogue egy nagy nyitott ruhát viselt, amely türkiz színű volt. A dal a Kiss Me Once Tour turnén is elhangzott második dalként a Les Sex előadása után. Minogue a 2020-as São Paulo koncertén is elénekelte a dalt.

## Formátumok és számlista
| Ausztrál CD maxi-single 1. "In My Arms" — 3:32 2. "In My Arms" (Death Metal Disco Scene remix) — 5:43 3. "In My Arms" (Sebastien Léger mix) — 7:04 4. "Can't Get You Out of My Head" (Greg Kurstin remix) — 4:05 UK 2-számos CD single és limitált kiadású 7-inch bakelit kislemez 1. "In My Arms" — 3:32 2. "Can't Get You Out of My Head" (Greg Kurstin remix) — 4:05 UK CD maxi-single 1. "In My Arms" — 3:32 2. "In My Arms" (Death Metal Disco Scene remix) — 5:43 3. "In My Arms" (Sebastien Léger mix) — 7:04 4. "In My Arms" (video) | UK limited-edition 12-inch picture disc bakelit A1. "In My Arms" — 3:32 B1. "In My Arms" (Spitzer Remix) — 5:05 B2. "In My Arms" (Sebastien Léger Remix) — 7:05 Európai 2 számos CD single 1. "In My Arms" — 3:32 2. "Cherry Bomb" — 4:16 Európai CD maxi-single 1. "In My Arms" — 3:32 2. "Do It Again" — 3:23 3. "Carried Away" — 3:15 |

## Slágerlista
| Slágerlista (2008)                     | Legjobb helyezések |
| -------------------------------------- | ------------------ |
| Ausztrália (ARIA)                      | 35                 |
| Ausztria (Ö3 Austria Top 40)           | 16                 |
| Belgium (Ultratop 50 Flanders)         | 10                 |
| Belgium (Ultratop 50 Wallonia)         | 11                 |
| CIS (TopHit)                           | 8                  |
| Csehország (Rádio Top 100)             | 2                  |
| Dánia (Tracklisten Top 40)             | 36                 |
| Europe (European Hot 100 Singles)      | 15                 |
| Franciaország (Single Top 100)         | 10                 |
| Németország (Media Control Charts)     | 8                  |
| Global Dance Tracks (Billboard)        | 27                 |
| Greece (IFPI)                          | 8                  |
| Írország (IRMA)                        | 15                 |
| Italy (FIMI)                           | 34                 |
| Mexico (Top 20 – Inglés)               | 3                  |
| Hollandia (Top 40)                     | 20                 |
| Hollandia (Single Top 100)             | 33                 |
| Poland (Polish Airplay Chart)          | 1                  |
| Romania (Romanian Top 100)             | 1                  |
| Russia Airplay (TopHit)                | 5                  |
| Skócia (Scottish Singles Top 40)       | 2                  |
| Szlovákia (Rádio Top 100)              | 6                  |
| Svédország (Sverigetopplistan)         | 15                 |
| Svájc (Schweizer Hitparade)            | 10                 |
| Turkey (Billboard)                     | 2                  |
| Egyesült Királyság (UK Singles Chart)  | 10                 |
| Egyesült Királyság (UK Download Chart) | 23                 |

| Slágerlista (2008)                | Helyezések |
| --------------------------------- | ---------- |
| Austria (Ö3 Austria Top 40)       | 74         |
| Belgium (Ultratop 50 Flanders)    | 45         |
| Belgium (Ultratop 50 Wallonia)    | 48         |
| CIS (TopHit)                      | 33         |
| Europe (European Hot 100 Singles) | 71         |
| France (SNEP)                     | 82         |
| Germany (Official German Charts)  | 62         |
| Netherlands (Dutch Top 40)        | 129        |
| Russia Airplay (TopHit)           | 32         |
| Switzerland (Schweizer Hitparade) | 48         |
| UK Singles (OCC)                  | 193        |

| Slágerlista (2000–2009) | Helyezés |
| ----------------------- | -------- |
| Russia Airplay (TopHit) | 160      |

## Megjelenések
| Ország             | Dátum             | Formátum           | Label               | Ref.   |
| ------------------ | ----------------- | ------------------ | ------------------- | ------ |
| Németország        | 2008. február 15. | CD single          | EMI                 | [ 58 ] |
| Németország        | 2008. február 15. | CD maxi single     | EMI                 | [ 59 ] |
| Németország        | 2008. február 15. | Digitális letöltés | EMI                 | [ 60 ] |
| Németország        | 2008. február 15. | 12"                | EMI                 | [ 61 ] |
| Franciaország      | 2008. február 18. | Digitális letöltés | Parlophone          | [ 62 ] |
| Egyesült Királyság | 2008. május 4.    | Digitális letöltés | Parlophone          | [ 63 ] |
| Egyesült Királyság | 2008. május 5.    | CD single          | Parlophone          | [ 64 ] |
| Egyesült Királyság | 2008. május 5.    | CD maxi single     | Parlophone          | [ 65 ] |
| Egyesült Királyság | 2008. május 5.    | 7"                 | Parlophone          | [ 66 ] |
| Egyesült Államok   | 2009. július 28.  | Digitális letöltés | Capitol Astralwerks | [ 67 ] |